# فرودگاه آبی کلووا/لاک داچمپ
فرودگاه آبی کلووا/لاک داچمپ (به انگلیسی: Clova/Lac Duchamp Water Aerodrome) یک فرودگاه خصوصی است که یک باند فرود آب دارد. این فرودگاه در کشور کانادا قرار دارد و در ارتفاع ۴۱۹ متری از سطح دریا واقع شده‌است.